# Кочетов Сергій Вікторович
Сергі́й Ві́кторович Ко́четов (30 листопада 1985, смт Смига, Дубенський район, Рівненська область, Українська РСР — 1 листопада 2016, с. Славне, Мар'їнський район, Донецька область, Україна) — старший солдат 24-го окремого штурмового батальйону «Айдар» Збройних Сил України, учасник війни на сході України.

## Життєпис
Народився 30 листопада 1985 року в смт Смига Дубенського району Рівненської області. Був єдиним сином у сім'ї. Навчався у Смизькій ЗОШ I—III ступенів, яку закінчив у 2003 році.
Після закінчення школи навчався в Козинській автомобільній школі. Строкову службу проходив у місті Яворів Львівської області. Після армії працював на будівництвах.
Був активним учасником Революції Гідності, брав участь в протистояннях на Грушевського, охороняв Український дім. На Майдані Сергій був важко контужений. Мав серйозні проблеми зі спиною, відчував біль при ходьбі. Попри це, 30 серпня 2014 року Сергій поїхав на війну. 3 того часу й до смерті він воював в «Айдарі». Спочатку добровольцем. У лютому 2015 року Сергій підписав контракт.
Старший навідник мінометного взводу 24-го окремого штурмового батальйону «Айдар» 10-ї окремої гірсько-штурмової бригади.
Загинув 1 листопада 2016 року на ВОП в районі села Славне Мар'їнського району Донецької області. Разом з Сергієм загинув молодший сержант Микола Саюк. Провели в останню путь загиблих айдарівців на Майдані Незалежності.
Похований в селі Студянка, хутір Дворище, Дубенський район, Рівненська область.
По смерті залишилися батьки.

## Нагороди та вшанування
- Указом Президента України № 58/2017 від 10 березня 2017 року «за особисту мужність, виявлену у захисті державного суверенітету та територіальної цілісності України, самовіддане виконання військового обов'язку» нагороджений орденом «За мужність» III ступеня (посмертно)[2].

- 13 жовтня 2017 року на фасаді Смизької загальноосвітньої школи (Дубенський район Рівненської області) I—III ступенів, де навчався Сергій, йому встановили меморіальну дошку[3].